# فرانسوا فيدوك
يوجين فرانسوا فيدوك (24 يوليو 1775 - 11 مايو 1857) (بالفرنسية: Eugène-François Vidocq)‏  أول مدير للأمن الوطني الفرنسي ("Sûreté Nationale") ومن أوائل المحققين الخواص، وكان له ماض إجرامي. ألهمت هذه الشخصية الروائي فيكتور هوغو في الشخصيتين الرئيسيتين في رواية البؤساء.

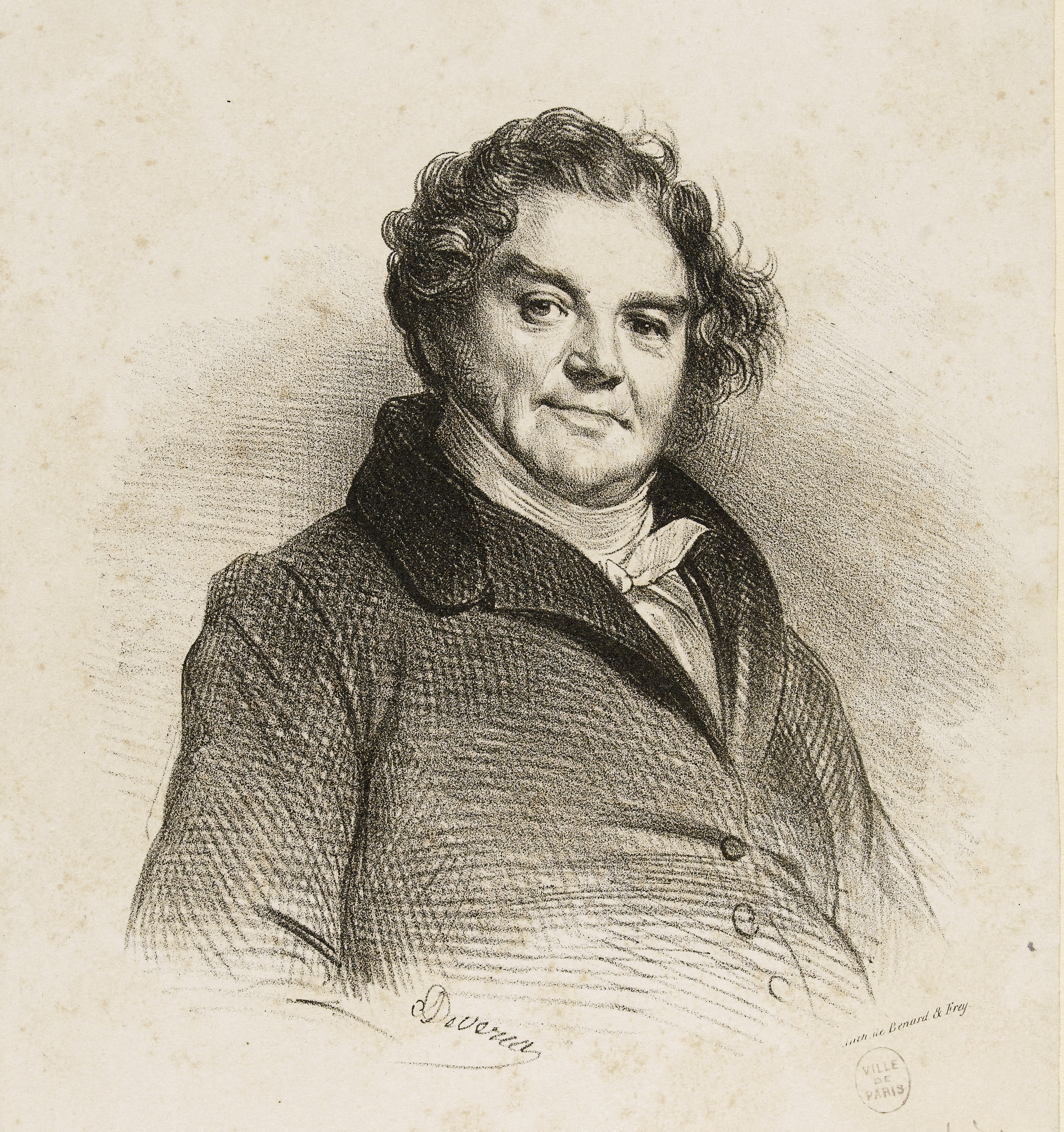
فيدوك في سن 61 عاما. صورة من أشيل ديفيريا

## روابط خارجية
- فرانسوا فيدوك على موقع IMDb (الإنجليزية)
- فرانسوا فيدوك على موقع الموسوعة البريطانية (الإنجليزية)
- فرانسوا فيدوك على موقع إن إن دي بي (الإنجليزية)
- فرانسوا فيدوك على موقع قاعدة بيانات الفيلم (الإنجليزية)